# Trycherus fenestratus
Trycherus fenestratus is een keversoort uit de familie zwamkevers (Endomychidae). De wetenschappelijke naam van de soort werd in 1930 gepubliceerd door Maurice Pic.